# San Pedro Pochutla
San Pedro Pochutla oder Pochutla ist eine Stadt mit ca. 15.000 Einwohnern und Hauptort der gleichnamigen Gemeinde (municipio) mit ca. 50.000 Einwohnern im Bundesstaat Oaxaca im Süden Mexikos. Abgesehen von der Region Soconusco im Bundesstaat Chiapas ist es die südlichste Gemeinde Mexikos.

## Geographie und Klima
Die Stadt San Pedro Pochutla liegt in ca. 150 m Höhe in einem ehemaligen Sumpfgebiet der Küstenregion des Bundesstaats Oaxaca. Die Stadt Oaxaca de Juárez ist gut 240 km (Fahrtstrecke) in nördlicher Richtung entfernt. Die am Pazifik gelegenen Badeorte Puerto Ángel und Zipolite sind jeweils ca. 15 km in südlicher bzw. südwestlicher Richtung entfernt. Das Klima ist tropisch warm; Regen (ca. 895 mm/Jahr) fällt hauptsächlich in den Sommermonaten.

## Bevölkerungsentwicklung
| Jahr      | 2000   | 2005   | 2010   |
| Einwohner | 12.404 | 12.117 | 13.685 |

Ein Großteil der Einwohner stammen aus den Dörfern der Umgebung und sind mixtekischer Abstammung; man spricht neben spanisch auch mixtekische oder Nahuatl-Dialekte.

## Wirtschaft
Pochutla ist eine der wenigen größeren Städte im Süden Oaxacas. Verschiedene kleinere Handels- und Dienstleistungsunternehmen bestimmen das Stadtbild; viele Menschen arbeiten im Tourismussektor in den Küstenorten.

## Geschichte
Die Gegend um Pochutla ist etwa seit dem 8. Jahrhundert von den Zapoteken besiedelt; im 12. Jahrhundert dehnten die Mixteken ihren Einflussbereich bis hierhin aus. Im 15. Jahrhundert geriet die Region unter aztekischen Einfluss; danach kamen die Spanier und nannten den Ort anfangs Huehuetan.

## Sehenswürdigkeiten
- Die Ende des 19. Jahrhunderts erbaute dreitürmige Kirche San Pedro steht auf einer kleinen Anhöhe im Zentrum der Stadt.
- Kennzeichen des zweigeschossigen Rathauses sind die Arkadenbögen auf beiden Ebenen.